# Hector Guimard

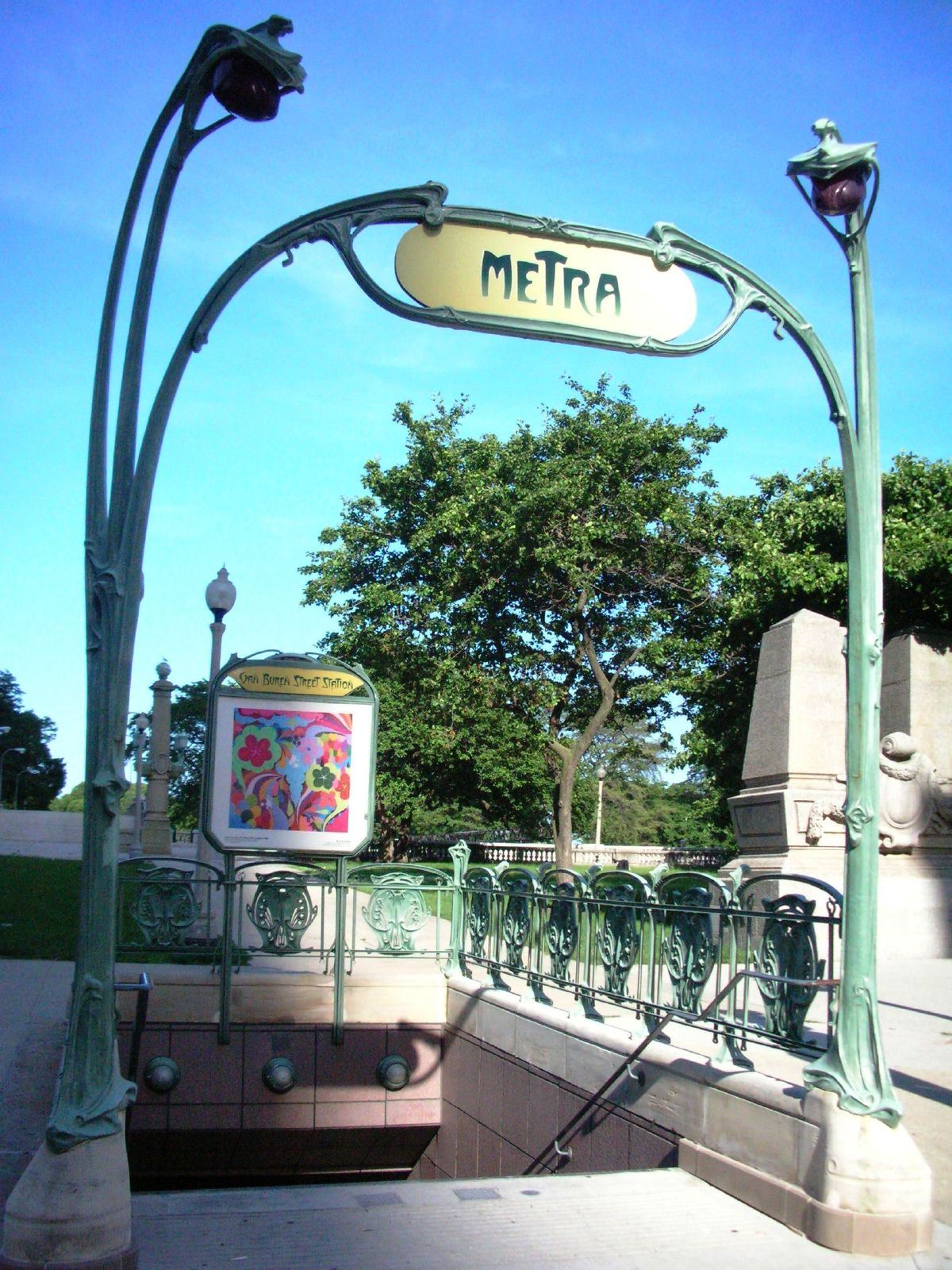
Cartell d'entrada del metro de París.

Hector Guimard (Lió, 10 de març de 1867 - Nova York, 20 de maig de 1942) fou un arquitecte i decorador considerat com el representant principal de l'Art Nouveau a França.
En el paisatge internacional de l'Art Nouveau, Guimard actuà aïlladament, sense deixar cap deixeble, ni escola, i per això va ser considerat molt de temps com un protagonista secundari d'aquest moviment; una absència de posteritat que contrasta amb la profusió formal i tipològica extraordinària de la seva obra arquitectònica i decorativa, on l'arquitecte dona el millor de si mateix en quinze anys d'una activitat creativa molt intensa.

## Els anys d'estudi
Estudià a l’Ecole Nationale des Beaux-Arts a París, però fou a partir dels seus estudis d'arquitectura, que Guimard se sensibilitzà (com Gaudí) amb les teories d'Eugène Viollet-le-Duc que establí les bases, a partir de 1863, dels futurs principis estructurals de l'Art Nouveau. La conversió de Guimard a l'estil es produí de forma ocasional: en un viatge a Brussel·les, on visità l'hôtel Tassel de Victor Horta. La realització més emblemàtica d'aquest temps, el Castel Béranger (1898), il·lustra aquest moment de transició que veu el xoc entre aquestes dues herències: sobre els volums geomètrics d'inspiració medieval de l'estructura s'estén a profusió la línia orgànica en coup de fouet importada de Bèlgica.

## Una glòria fulgurant
A partir de 1888 va construir un seguit de vil·les i palauets per a una clientela del districte XVI de París. Però fou la decoració del Castel Béranger a la primavera de 1896, que torna a Guimard famós de la nit al dia i nombroses comandes li permeten llavors precisar encara més les seves investigacions estètiques, l'harmonia i la continuïtat estilístiques en particular (un ideal principal del Modernisme), que l'inciten a una concepció gairebé totalitària del decorat interior, culminant el 1909 amb l'hotel Guimard (regal de casament a la seva rica esposa americana) on parts ovoides imposen únics mobles, part integral de l'edifici.
La casa Coilliot, i la seva tafanera doble-façana (1898), La Bluette i la seva bonica harmonia volumètrica (1899), i sobretot el Castel Henriette (1899) i el Castel d'Orgeval (1905), manifestacions radicals d'un " pla-lliure" vigorós i asimètric, vint-i-cinc anys abans de les teories de Le Corbusier. La simetria no es proscriu tanmateix: l'esplèndid hotel Nozal el 1905, reprèn la disposició racional d'un pla en escaire proposat per Viollet-le-Duc.
Les innovacions estructurals no falten tampoc, com a l'extraordinària sala de concert Humbert-de-Romans (1901), on una estructura complexa parteix les ones sonores per aconseguir una acústica perfecta; o com a l'hotel Guimard (1909), on l'estretor de la parcel·la permet a l'arquitecte rebutjar tota funció portadora sobre les parets exteriors (com Gaudí a la Casa Milà) i alliberar així la disposició dels espais interiors, diferent d'un pis a l'altre; etc.
Esperit curiós i brillant, Guimard és també un precursor de l'estandardització industrial, en la mesura que desitja difondre el nou art a gran escala. Sobre aquesta idea obté un autèntic èxit (malgrat els escàndols) amb les seves famoses entrades del Metro parisenc, construccions flexibles on triomfa el principi de l'ornament estructural de Viollet-le-Duc. La idea es reprèn (però amb menys èxit) el 1907 amb un catàleg d'elements en fosa aplicables a l'arquitectura : Foses Artístiques, Estil Guimard.
Guimard, amb la clara voluntat de diferenciar-se, evita el terme Nouveau i fa servir el mot moderne, fins a culminar en la autocreació de l’Estil Guimard. Guimard justifica esta creació amb una teoria basada en tres eixos: lògica, harmonia i sentiment.
Com fa amb el marc arquitectònic global, la concepció intrínseca dels seus objectes d'art procedeix del mateix ideal de continuïtat formal (que permet fusionar totes les funcions pràctiques en un únic cos, com al Fang dels Binelles, de 1903) i lineal, com al dibuix dels seus mobles, a la silueta graciosa i harmoniosa.
El seu vocabulari estilístic inimitable procedeix d'un organicisme vegetal especialment suggestiu, romanent al mateix temps voluntàriament sobre el vessant de l'abstracció. Modelatges i enrenous nerviosos inverteixen tant la pedra com la fusta; sobra el pla, Guimard crea veritables composicions abstractes que s'adapten amb la mateixa facilitat a la vidriera (hotel Mezzara, 1910), al plafó de ceràmica (casa Coilliot, 1898), al ferro forjat (Castel Henriette, 1899), al paper pintat (Castel Béranger, 1898), o al teixit (hotel Guimard, 1909).

## L'oblit
Però malgrat aquest foc artificial d'innovacions i demostracions en tots els àmbits, la premsa i el públic s'aparten ràpidament de Guimard: menys que l'obra, és l'home que irrita. I en digne representant de l'Art Nouveau, ell mateix és víctima de les contradiccions inherents als ideals del moviment : les seves creacions més perfectes són financerament inaccessibles a la major part de la gent, i al revés les seves temptatives d'estandardització corresponen malament amb el seu vocabulari molt personal. És finalment completament oblidat quan mor a Nova York el 1942, on el temor de la guerra ho feia exiliar-se (la seva dona era jueva).

## El redescobriment
Després de nombroses destruccions, alguna exploradors aïllats (els primers hectoròlegs) fan el redescobriment de l'artista i el seu univers cap als anys 1960-1970 i reconstitueixen pacientment la seva història. Si el més important es va fer en aquest àmbit, tanmateix, cent anys després del "gest magnífic" de l'Art Nouveau (Le Corbusier), la majoria dels edificis d'Hector Guimard continuen sent inaccessibles al públic, i encara no s'ha inaugurat un Museu Guimard a França.